# Světloplachost (film)
Světloplachost (ve slovenském originále Svetloplachosť) je koprodukční dokumentární film z roku 2023, který napsali a režírovali slovenští filmaři Ivan Ostrochovský a Pavol Pekarčík. Premiéru měl na 80. Benátském filmovém festivalu v postranním panelu Giornate degli Autori, kde získal cenu Europa Cinemas Label. Byl natočen v koprodukci Slovenska, Česka a Ukrajiny na Ukrajině během ruské invaze.
Film byl slovenským kandidátem na nejlepší cizojazyčný film pro 96. ročník udílení Oscarů, avšak mezi nominované nebyl vybrán.

## Zápletka
Film rozebírá každodenní život ukrajinské rodiny, která žije v tunelech charkovského metra, aby se ochránila před ruskými bombovými útoky.

## Obsazení
- Nikita Tyščenko jako Niki
- Viktorija Mac jako Vika
- Jana Evdokymová jako matka Niki
- Jevgenij Boršč jako nevlastní otec Niky
- Anna Tyščenko jako Anna, sestra Niki
- Vitalij Pavlovič jako Kovboj